# InterBase
InterBase é um sistema gerenciador de banco de dados relacionais da Embarcadero Tecnologies. O Interbase é uma alternativa aos bancos de dados tradicionais como Access ou SQL Server. Ele pode ser instalado em sistemas operacionais Microsoft Windows, Linux, Mac OS X e Sun Solaris. Além de não ser pesado é relativamente rápido e suporta bancos de dados de grande tamanho (maiores que 2 Gigabytes).
Em 2000 a Borland (proprietária anterior do InterBase) liberou o código da versão 6.0, mas as posteriores voltaram a ter licença proprietária. Desta versão 6.0 foi criado o Banco de Dados Open source Firebird.
O InterBase em sua primeira versão foi criado com o propósito de ser um banco de dados acadêmico, facilitando a operação e aprendizado por parte dos interessados. Hoje em dia é muito utilizado também no ambiente corporativo.

## Curiosidades
O nome do gestor de bases de dados (pt-PT) / gerenciador de bancos de dados (pt-BR) escreve-se InterBase (com 'B' maiúsculo), no entanto, a empresa que lhe deu origem e foi a sucessora da Groton Database Systems era Interbase (com 'b' minúsculo).
Apesar de se tratar de um pormenor, Jim Starkey fez referência a isso várias vezes e Ann Harrison (sua esposa) no site do Firebird volta a reforçar esse pormenor.
Normalmente, por razões de copyright, a capitalização das letras (maiúsculas/minúsculas), não só no nome das empresas, mas também nos produtos que comercializam está protegida por direitos de autor.